# Risbecoma
Risbecoma is een geslacht van vliesvleugeligen uit de familie Eurytomidae. De wetenschappelijke naam van dit geslacht is voor het eerst geldig gepubliceerd in 1978 door Subba Rao.

## Soorten
Het geslacht Risbecoma omvat de volgende soorten:
- Risbecoma acaciarum Boucek, 1988
- Risbecoma albizziae Narendran, 1994
- Risbecoma capensis (Walker, 1862)
- Risbecoma mohandasi Narendran, 1994
- Risbecoma pigrae Rasplus, 1988